# Tholera decolor
Tholera decolor là một loài bướm đêm trong họ Noctuidae.